# Elżbieta Ostrowska (ekonomistka)
Elżbieta Ostrowska (ur. 20 sierpnia 1952 w Opolu) – polska ekonomistka, profesor nauk ekonomicznych, nauczyciel akademicka Uniwersytetu Gdańskiego, rektor Wyższej Szkoły Finansów i Administracji w Gdyni (2005–2010).

## Życiorys
W 1975 roku ukończyła magisterskie studia ekonomiczne w Instytucie Cybernetyki Ekonomicznej i Informatyki Uniwersytetu Gdańskiego, broniąc pracy magisterskiej o zastosowaniu modeli ekonometrycznych w gospodarce; w 1978 ukończyła studia podyplomowe w zakresie metodyki prac badawczych i rozwojowych na Akademii Ekonomicznej w Katowicach. W 1983 uzyskała stopień doktora nauk ekonomicznych na Uniwersytecie Gdańskim. Tamże habilitowała się w 1993 na podstawie rozprawy pt. Uwarunkowania rozwoju polskiego rybołówstwa dalekomorskiego. 15 marca 2002 uzyskała tytuł naukowy profesora nauk ekonomicznych na podstawie dorobku
naukowego i monografii pt. Ryzyko inwestycyjne. Identyfikacja i metody oceny. W pracy naukowej specjalizowała się w zakresie ekonomiki transportu morskiego, następnie głównie bankowości inwestycyjnej, inwestycji, rynków kapitałowych, zarządzania ryzykiem i spółdzielczości finansowej. Autorka co najmniej 70 prac naukowo-badawczych oraz łącznie ponad 300 publikacji, w tym podręczników akademickich. Realizowała projekty badawcze i granty zlecone m.in. przez Ministerstwo Transportu i Gospodarki Morskiej, Centralny Program Badań Podstawowych i Centralny Program Badań Rozwojowych. Odbyła staże naukowe m.in. na Uniwersytecie Paryskim. Wypromowała co najmniej 3 doktorów, w tym Teresę Czerwińską.
Od 1975 do 1989 pracowała w Morskim Instytucie Rybackim jako asystent i adiunkt w Zakładzie Ekonomiki; prowadziła badania z zakresu efektywności eksploatacji i remontów statków oraz portów, kooperacji międzynarodowej, strategii restrukturyzacji i rozwoju gospodarki morskiej na skutek zmian polityczno-prawnych. Następnie została zatrudniona na UG (od 1997 jako profesor nadzwyczajna, od 2006 jako profesor zwyczajna): początkowo w ramach Instytut Ekonomiki i Organizacji Produkcji, później Wydziału Zarządzania. Wykładała również w Wyższej Szkole Zarządzania w Gdańsku i Wyższej Hanzeatyckiej Szkole Zarządzania w Słupsku, pełniła funkcję kierownik Katedry Ekonomii w Kaszubsko-Pomorskiej Szkole Wyższej w Wejherowie Od 2005 do 2010 pełniła funkcję rektor Wyższej Szkoły Finansów i Administracji w Gdyni (uczelnię zlikwidowano w 2013). Została członkiem Polskiego Towarzystwa Ekonomicznego (w tym sekretarzem PTE przy Morskim Instytucie Rybackim i członkiem władz koła gdańskiego), Polskiego Towarzystwa Statystycznego i Alliance française. W latach 90. związała się ponadto ze spółdzielczymi kasami oszczędnościowo-kredytowymi, zasiadała w radach naukowych i radach nadzorczych związanych z nimi instytucji oraz w zespole redakcyjnym kwartalnika „Pieniądze i Więź”.
W styczniu 2022 zgłoszona przez posłów Prawa i Sprawiedliwości do Rady Polityki Pieniężnej, wkrótce potem wycofała jednak swoją kandydaturę.

## Odznaczenia i wyróżnienia
Odznaczona Medalem Komisji Edukacji Narodowej (2004), a także Medalem 60-lecia Morskiego Instytutu Rybackiego w Gdyni, Medalem 85 lat Badań Morza i Srebrną Odznaką Honorową Polskiego Towarzystwa Ekonomicznego. Wielokrotnie wyróżniana przez rektora UG za działalność dydaktyczną. 